# Teoría de los fundamentos morales
La teoría de los fundamentos morales es una teoría psicológica y social que pretende explicar los orígenes o las variaciones en el razonamiento moral sobre la base de fundamentos innatos y modulares. Hasta este momento, la teoría ha propuesto seis fundamentos: el cuidado, la justicia, la libertad, la lealtad, la autoridad y la pureza; no obstante, sus autores avisan sobre la posibilidad de incluir más fundamentos. La teoría fue propuesta por primera vez por los psicólogos Jonathan Haidt y Craig Joseph, basándose en el trabajo realizado por el antropólogo cultural Richard Shweder, y ha sido subsecuentemente desarrollada por un diverso grupo de colaboradores, y popularizada en el libro de Haidt titulado La mente de los justos (The Righteous Mind).
Aunque el desarrollo inicial de los fundamentos de la moral está enfocado en las diferencias culturales, trabajos posteriores con esta teoría se han enfocado en la ideología política. Varios académicos han propuesto la teoría de los fundamentos morales como una explicación de las diferencias entre los liberales y los conservadores y han sugerido que esto puede explicar variaciones en la opinión sobre asuntos cargados políticamente, como el matrimonio gay o el aborto. Por su parte, Haidt ha sugerido que los liberales ponen su énfasis en solo tres fundamentos morales (el cuidado, la justicia y la libertad) mientras que los conservadores enfatizan de la misma forma en los seis.

## Orígenes
Los fundamentos morales inicialmente surgen como una reacción contra la teoría del desarrollo racionalista de la moral asociada a Lawrence Kohlberg y Jean Piaget. Basándose en el trabajo de Piaget, Kohlbelrg argumentó que el razonamiento de la moral de los niños cambia a lo largo del tiempo, y propuso una explicación a través de sus "seis estados del desarrollo moral". El trabajo de Kohlberg enfatiza en la justicia como concepto clave del razonamiento moral, considerándolo como una actividad cognitiva primaria, y la convierte en el enfoque dominante de la psicología moral, influenciando fuertemente en los trabajos posteriores. Haidt escribe que encuentra las teorías de Kohlberg poco satisfactorias desde que las encontró en la facultad porque "parecen demasiado cerebrales" y no se centran en los aspectos emocionales.
En contraste con las teorías dominantes de la moralidad en la psicología, en antropólogo Richard Shweder desarrolló un conjunto de teorías que empatizaban con la variabilidad cultural de los juicios morales, pero argumentó que las diferentes formas culturales de moralidad se dibujan en "tres racimos diferentes, pero coherentes con los asuntos morales", que él etiquetó como éticas de la autonomía, la comunidad y la divinidad. La aproximación de Shender inspiró a Haidt a empezar a investigar las diferencias morales en las culturas, lo que incluyó trabajo de campo en Brasil y en Filadefia. Este trabajo permitió a Haidt empezar a desarrollar la intuición social para acercarse a la moralidad.
Esta aproximación, que se mantiene en contraste con el trabajo racionalista de Kohlberg, sugiere que los "juicios morales son causados por rápidas intuiciones morales" mientras que el razonamiento moral simplemente sirve como una racionalización post-hoc de juicios ya formados. El trabajo de Haidt y su enfoque en los juicios emocionales rápidos e intuitivos se hizo muy influyente, atrayendo la atención de muchos investigadores.
Como Haidt y sus colaboradores trabajaron sin una aproximación a la intuición social, empezaron a prestar atención a las fuentes de las intuiciones, de donde creían que subyacían los juicios morales. En un artículo de 2004 de la publicación Daedalus, Haidt y Joseph Craig examinaron los trabajos de Donald Brown, Alan Fiske, Shalom Schwartz y Shweder. De su examen, dedujeron que todos los individuos poseen cuatro "éticas intuitivas", derivadas del proceso de evolución humana como respuesta a los desafíos de la adaptación. Etiquetaron estas cuatro éticas como sufrimiento, jerarquía, reciprocidad y pureza. De acuerdo con Haidt y Joseph, cada una de las éticas formaba un módulo, que se iba desarrollando en función de la cultura.
Ellos escribieron que cada módulo podría "proveer de pequeños impulsos de afecto cuando se encuentran ciertos patrones en el mundo social", mientras que un proceso de aprendizaje cultural conforma la respuesta del inviduo a estos impulsos. La moralidad difiere porque las diferentes culturas utilizan los cuatro "bloques de construcción", que son proveídos en módulos diferenciados. Este artículo se convirtió en la primera estipulación de la teoría de los fundamentos morales, la cual Haidt, Joseph y otros han elaborado y refinado.

## Los cinco fundamentos
Los valores y sus opuestos:[cita requerida]
- Cuidado/daño: aprecio y protección de los demás.
- Justicia/engaño: justicia representada por un acuerdo con normas compartidas. (Nombre alternativo: Proporcionalidad).
- Lealtad/traición: mantenerse con su grupo, familia o nación. (Nombre alternativo: Endogrupalidad).
- Autoridad/subversión: obedecer a la tradición y a la autoridad legitimada. (Nombre alternativo: Respeto).
- Santidad/degradación: desagrado por cosas desagradables, comidas o acciones. (Nombre alternativo:Pureza).

Jonathan Haidt añade un sexto fundamento, libertad (su contrario, opresión) en el octavo capítulo de su libro La mente de los justos, en respuesta a la necesidad de diferenciar entre varias maneras de interpretar el fundamento de justicia y las objeciones que había recibido por parte de conservadores y libertarios (en el sentido que a esta palabra se le da en Estados Unidos) a que no se concediera suficiente importancia a la coacción que puede ejercer sobre un individuo una institución u otra persona con poder. Haidt argumenta que la matriz moral del libertarianismo se basa casi por entero en este sexto fundamento.

## Aplicaciones

### Ideología política
Las investigaciones revelan que la sensibilidad de las personas a los cinco fundamentos morales se correlaciona con sus ideologías políticas. Usando el cuestionario sobre fundamentos morales (Moral Foundations Questionnaire), Haidt y Graham encontraron que los liberales son más sensibles a los fundamentos de cuidado y justicia, mientras que los conservadores son igualmente sensibles a los cinco fundamentos. Los estudios también muestran que los libertarios son sensibles a la propuesta fundamento de Libertad. Según Haidt, estos fundamentos pueden ayudar en gran manera a entender el discurso político y las relaciones sociales. Dado que partidarios de un determinado campo político están en cierta medida ciegos a uno o más de los fundamentos morales del otro campo, pueden interpretar que las palabras o conductas morales de estos tienen otra base, quizá egoísta, quizá incluso malintencionada, lo que puede llevar a demonizar al contrario.
Los investigadores postulan que los fundamentos morales surgieron como soluciones a problemas comunes en el entorno ancestral de cazadores/recolectores, como respuesta a conflictos inter-tribales e intra-tribales. Los fundamentos destacados más por los conservadores (lealtad, autoridad, santidad) unen a los grupos para lograr una mayor fuerza en la competencia entre tribus mientras que los otros dos fundamentos (cuidado, justicia) equilibran esas tendencias con su atención a los individuos dentro del grupo. Sin dar tanta importancia a esos tres fundamentos, los progresistas tienden a promover una moral más universalista.

### Diferencias interculturales
El trabajo de campo inicial de Haidt en Brasil y Filadelfia en 1989, y en Odisha, India, en 1993, mostró que la moralidad ciertamente varía entre culturas, pero menos que según clase social y edad. Los niños brasileños de clase trabajadora eran más propensos a considerar que tanto la transgresión a un tabú (degradación) como el maltrato (daños) no son moralmente aceptables en ningún caso. Los miembros de sociedades colectivistas tradicionales, al igual que los conservadores políticos, son más sensibles a las violaciones de los fundamentos morales relacionados con el grupo. Los miembros adultos de las denominadas sociedades desarrolladas son los más individualistas, y es más probable que hagan una distinción entre violaciones a normas morales que causan daño real a alguien y violaciones a convenciones sociales que no.
Estudios posteriores realizados en otras culturas han encontrado correlaciones similares entre moralidad e identificación política a las de los Estados Unidos. En Corea y Suecia, los resultados fueron los mismos, aunque con ligeras diferencias.